# 我らが時代の子
『我らが時代の子』（A Child of Our Time）作品38は、マイケル・ティペットが作曲したオラトリオ。

## 概要
1938年11月にヘルシェル・グリュンシュパンがナチスの外交官を射殺した事件をもとに、マイケル・ティペットがテクストを執筆し、1942年に完成させた。初演は1944年3月19日、ロンドン・アデルフィ劇場において、ワルター・ゲールの指揮によって行なわれた。

## 楽器編成
フルート2、オーボエ2（イングリッシュホルン）、クラリネット2、ファゴット2、コントラファゴット、ホルン4、トランペット3、トロンボーン3、ティンパニ、弦5部。

## 構成
バス独唱の語り手、レチタティーヴォ、アリア、合唱で構成され、J.S.バッハの受難曲に似た作りになっている。合唱は時としてドラマの登場人物の役割を果たす。各部の終わりと第2部の合間では黒人霊歌が合わせて5曲挿入されており、受難曲のコラールに該当する。
全3部からなる。演奏時間は約1時間5分。
- 第1部（約24分）
- 第2部（約24分）
- 第3部（約25分）